# História da sífilis

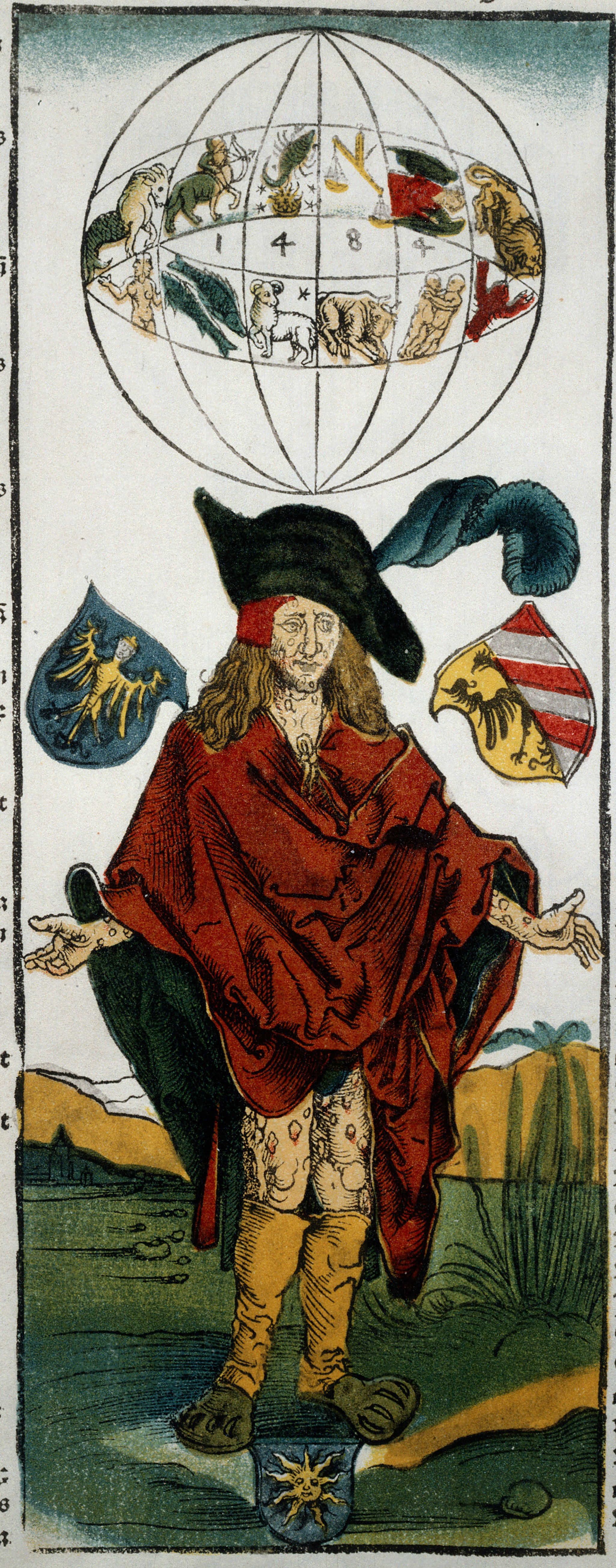
Homem sifilítico, Albrecht Dürer, 1496, com “1484” aparecendo

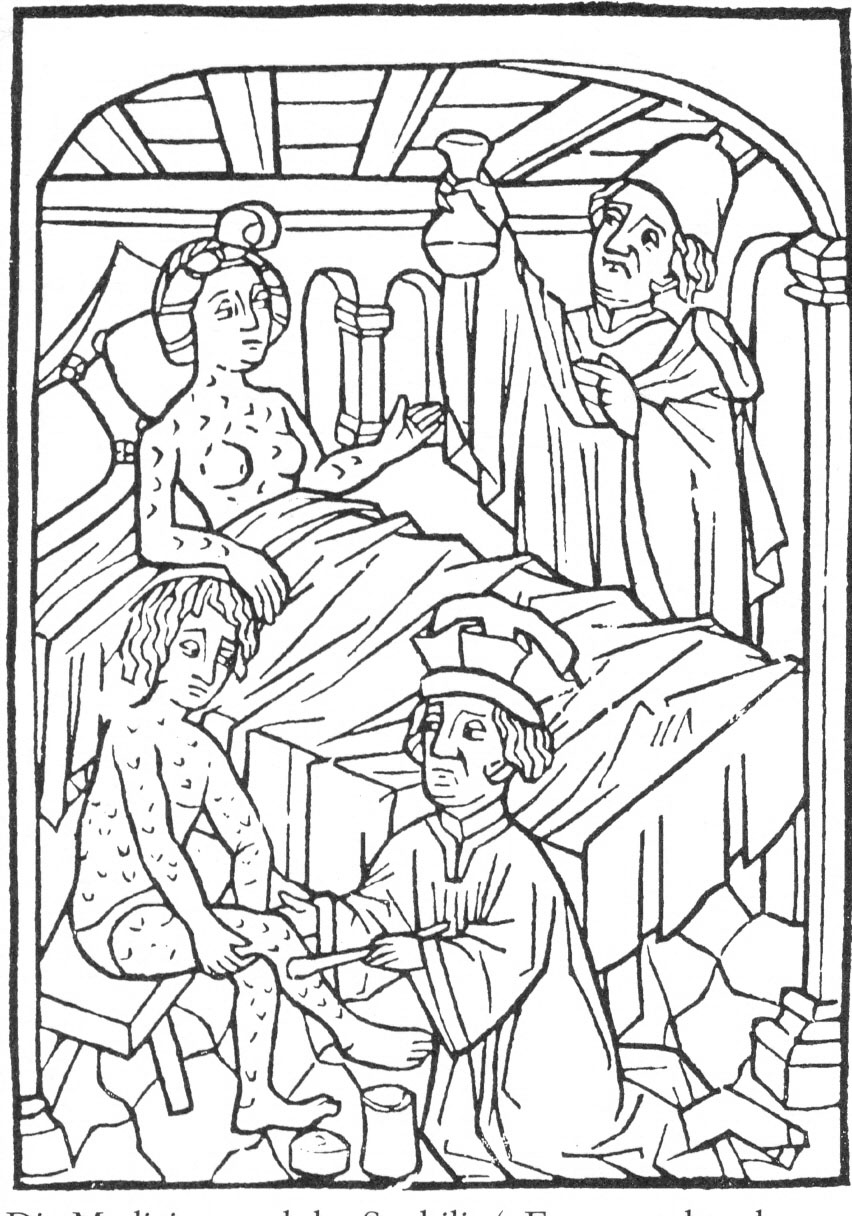
Ilustração de pessoas com sífilis, Viena, 1498

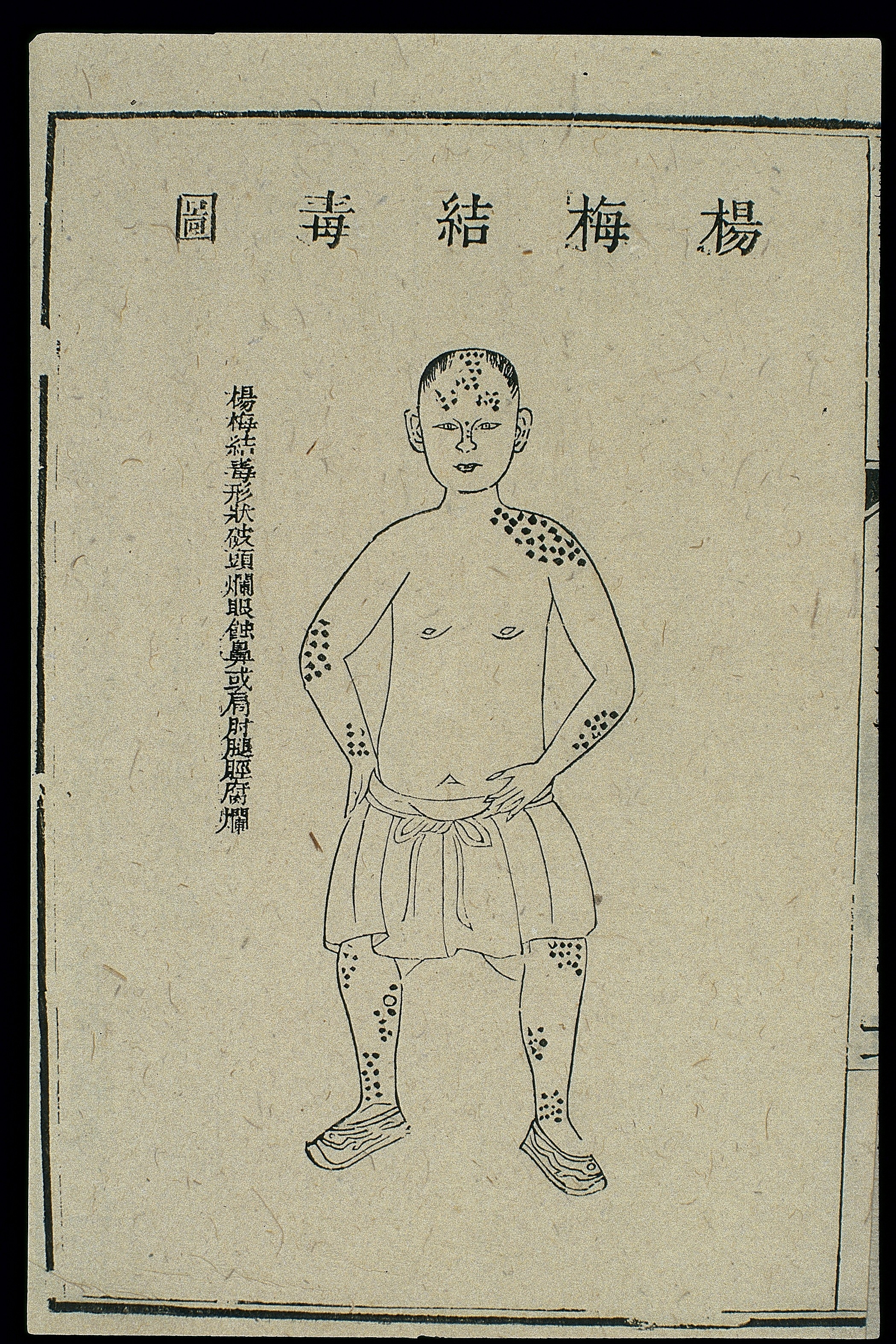
Feridas sifilíticas representadas em Yuzuan yizong jinjian (China, 1742)

O primeiro surto registrado de Sífilis na Europa ocorreu em 1494/1495 em Nápoles, Itália, durante uma invasão francesa. Como foi disseminada por tropas francesas que retornaram dessa campanha, a doença ficou conhecida como “mal francês”, e só em 1530 o termo “sífilis” foi aplicado pela primeira vez pelo médico e poeta italiano Girolamo Fracastoro. O agente causador, Treponema pallidum, foi identificado em 1905 por Fritz Schaudinn e Erich Hoffmann na clínica Charité em Berlim. O primeiro tratamento eficaz, Salvarsan, foi desenvolvido em 1910 por Sahachiro Hata no laboratório de Paul Ehrlich. Seguiu-se a introdução da penicilina em 1943.
Muitas figuras conhecidas, como Scott Joplin, Franz Schubert, Friedrich Nietzsche, Al Capone e Édouard Manet, acredita-se que tenham contraído a doença.

## Origem
O histórico da sífilis é bem estudado, mas a origem exata da doença só foi esclarecida quando evidências arqueológicas e genéticas mostraram que ela se originou nas Américas. Duas hipóteses principais surgiram: uma, da década de 1950, propunha que a sífilis chegou à Europa pelas tripulações de Cristóvão Colombo como parte da Troca colombiana; a outra, dos anos 1930, sugeria que já existia na Europa mas não havia sido reconhecida. Em 2020, achou-se na Península de Yucatán um esqueleto de 30 anos, datado de mais de 9.900 anos, com peritonite por treponema, doença relacionada à sífilis. Filogenias de 2008 e 2024 apontam origem americana de cerca de 9.000 anos, reforçando evidências arqueológicas e o registro histórico que vincula a chegada da sífilis ao retorno das tripulações de Colombo.

### Debate histórico sobre as origens europeias
A sífilis é a mais letal das treponematoses em adultos. As outras—bejel, frambésia e pinta—são doenças endêmicas da infância, geralmente não fatais, mas desfigurantes. Confundia-se com lepra, elefantíase e escabiose, entre outras. Por isso, ganhou o apelido de “o grande imitador”, sem nome próprio por longos períodos. Historiadores e paleopatólogos debatem se ela chegou com Colombo ou já existia na Europa, dando origem às hipóteses “colombiana” e “pré-colombiana”.

### Descobertas em paleopatologia
Em 2020, paleopatólogos concluíram haver evidências em ossos e dentes de treponematoses na Europa pré-Colombo. São aceitos ao menos 15 casos adquiridos e 6 congênitos, alguns de sífilis:
Dois adolescentes de Metaponto (580–250 a.C.) com incisivos e molares deformados.
Homem em Apple Down (século VI), West Sussex, com lesões típicas.
Adolescente em Nicaea, Anatólia (século XIII), com deformações dentárias e ósseas.
Mulher no mosteiro de Blackfriars, Gloucester (meados do século XV), com múltiplas lesões ósseas.
Casos recentes incluem descobertas em Londres e St. Pölten (2015). Debate persiste se alguns casos eram treponematoses endêmicas.

### Descobertas em estudos de DNA antigo
O DNA antigo distingue sífilis de outras treponematoses (<99,8% de semelhança entre espiroquetas). Porém, a recuperação de DNA antigo de T. pallidum é rara e difícil.
O genoma de Treponema pallidum foi decifrado em 1998 por Claire M. Fraser et al. Em 1999, Connie J. Kolman et al. identificaram T. pallidum em um esqueleto de 200 anos. Em 2012, Rafael Montiel et al. amplificaram sequências de séculos XVI e XVII no sul da Espanha. Em 2018, Verena J. Schuenemann et al. reconstruíram genomas de infantes em Ciudad de México do século XVII ao XIX. Em 2020, Karen Giffin et al. sequenciaram T. pallidum pertenue de um dente lituano (1447–1616), revelando frambésia no norte europeu e sua origem jovem (séculos XII–XIV). Em outubro de 2020, Majander et al. mostraram alta diversidade de T. pallidum na Europa moderna inicial. Embora o dating medieval seja incerto, a presença de várias treponematoses no início do período moderno sugere existência prévia.[carece de fontes?]
Em estudo de 2024 na Nature, genomas pré e pós-contato americanos reforçam origem americana para todas as linhagens de T. pallidum.

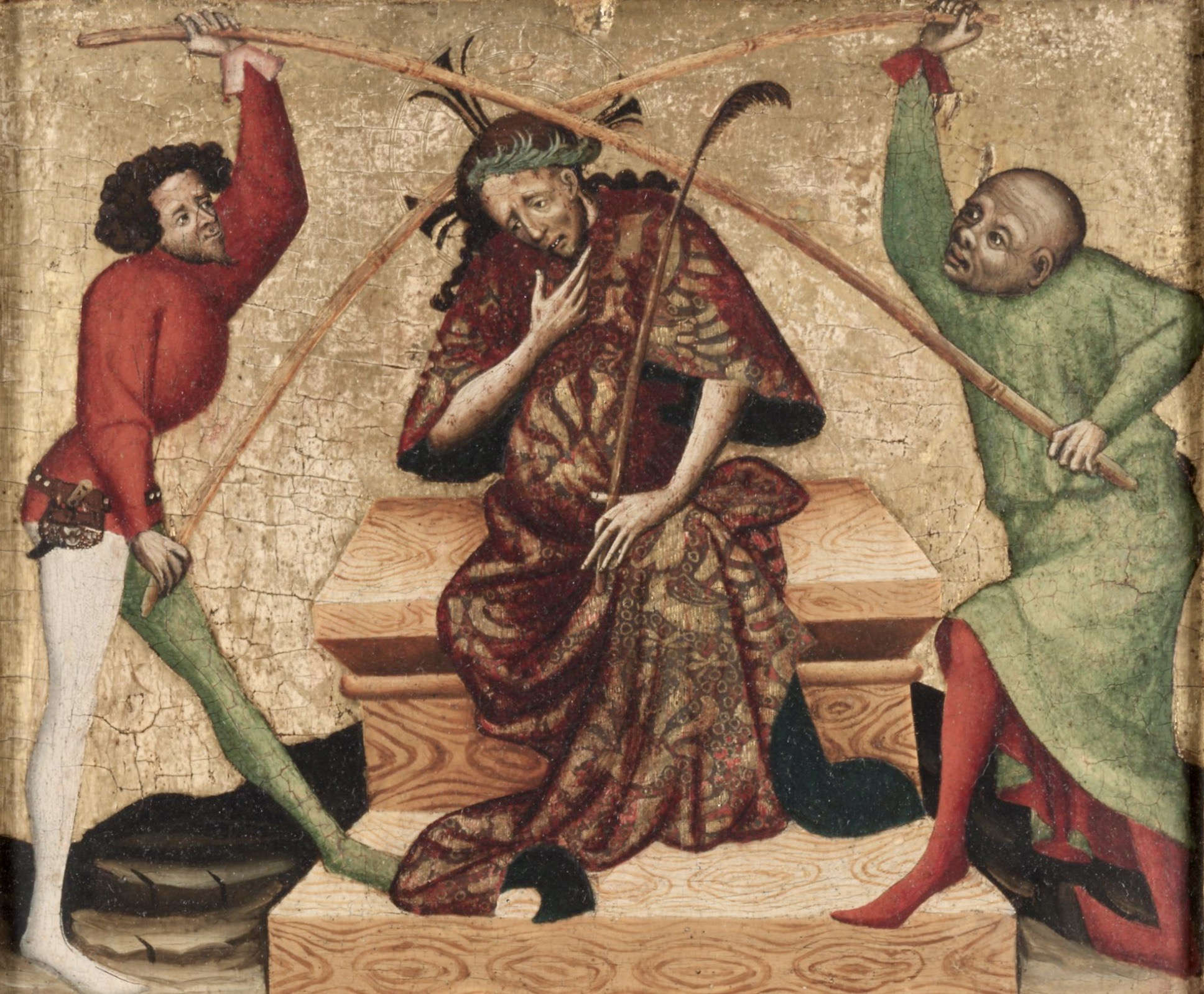
Um homem saudável e um homem doente torturam Cristo antes de sua crucifixão. Livro de Horas, c. 1375–1435 (detalhe). França. (Getty Museum Open Content Program).

### Evidências na arte

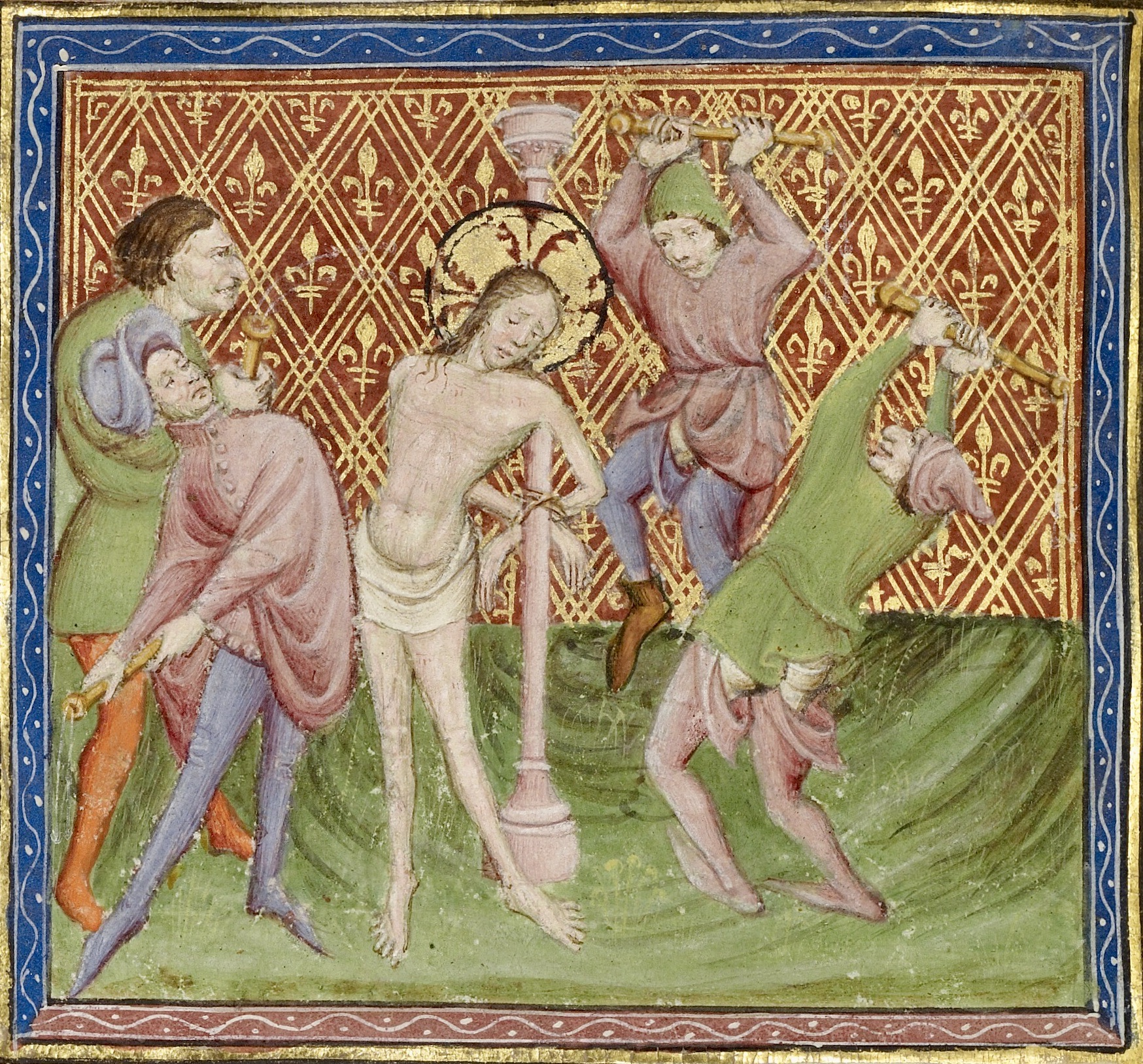
Um homem com pênis doente atormenta Cristo. Díptico com a Paixão de Cristo, c. 1400 (detalhe). Áustria, Estíria. (Cleveland Museum of Art Open Access Program)

Estudos de Marylynn Salmon demonstram que deformidades típicas de sífilis aparecem em iluminuras medievais, comparáveis a registros médicos modernos.
Uma deformidade típica, o nariz em sela, e marcas de ptose e incisivos de Hutchinson aparecem em iluminuras de flagelantes e algozes de Cristo, indicando referência a sífilis, mas faltam citações diretas.

### Um mistério histórico
É intrigante que tratados médicos medievais evitem descrever a sífilis, talvez por confundi-la com outras doenças ou por omissão intencional, pois revelar associação com elites poderia provocar escândalo. Estudos em Castela sugerem esforços de ocultação pela nobreza. Termos como “morbus curialis”, “mal de cour” e “doença da realeza” refletem essa vinculação.

### Teoria da combinação
Alfred Crosby sugeriu em 2003 que linhagens treponêmicas ancestrais podem ter migrado com humanos pelo estreito de Bering e, em 1490, evoluído para sífilis venérea e não venérea sob novas condições ecológicas. Outra versão afirma que forma não venérea similar à frambésia foi trazida por Colombo e deu origem à sífilis.

## Surto europeu

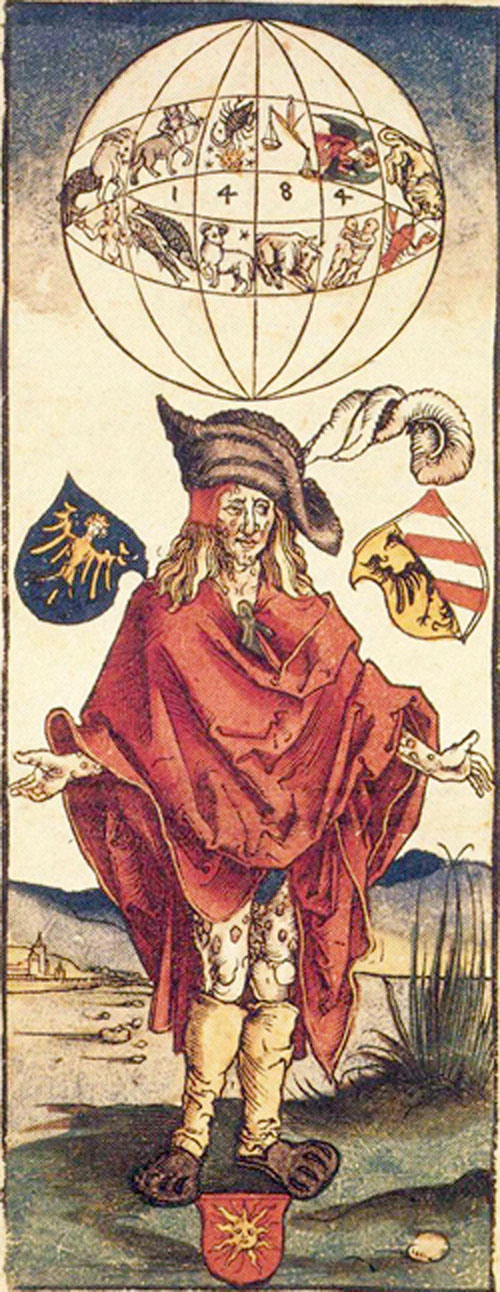
Ilustração médica atribuída a Albrecht Dürer (1496) mostrando pessoa com sífilis, atribuída a causas astrológicas.

O primeiro surto europeu bem documentado ocorreu em 1495 entre tropas francesas invasoras da Itália. A transmissão pode ter ocorrido via mercenários espanhóis a serviço de Carlos VIII da França. Conforme relata Jared Diamond, “[Q]uando a sífilis foi definitivamente registrada em 1495, suas pústulas cobriam o corpo da cabeça aos joelhos, faziam a carne cair dos rostos e levavam à morte em poucos meses.” O padrão epidemiológico sugere doença nova ou mutante.[carece de fontes?]
Pesquisas variam entre a teoria colombiana e a pré-colombiana; muitos tripulantes de Colombo teriam servido depois ao exército de Carlos VIII, espalhando a doença por toda a Europa, causando até cinco milhões de mortes. Estudos genéticos indicam que bactérias tropicais não venéreas teriam mudado de forma na Europa, com maior letalidade. A sífilis foi grande matadora no Renascimento. Em 1539, Ruy Díaz de Isla estimou mais de um milhão de infectados e originou a teoria de Hispaniola.
Estudo de 2020 estimou que mais de 20% dos indivíduos de 15–34 anos em Londres no final do século XVIII foram tratados para sífilis.

## Termos históricos
O nome "sífilis" foi cunhado por Girolamo Fracastoro em seu poema latino Syphilis sive morbus gallicus (1530), “Sífilis ou Doença Francesa”, e usado em seu tratado De Contagione et Contagiosis Morbis (1546).
Antes, na Itália, Malta, Polônia e Alemanha, era “mal francês”; na França, “doença italiana”; nos Países Baixos, “doença espanhola”; na Rússia, “doença polonesa”; e no Império Otomano, “doença cristã” ou “frengi”.
No século XVI, “grande pústula” diferenciava da varíola. Também usou-se “[lues]” ou “lues venérea”, e “doença de Cupido”. Na Escócia, “Grandgore” ou “Spanyie Pockis”. Soldados britânicos em Portugal chamavam as úlceras de “The Black Lion”.

## Tratamentos históricos

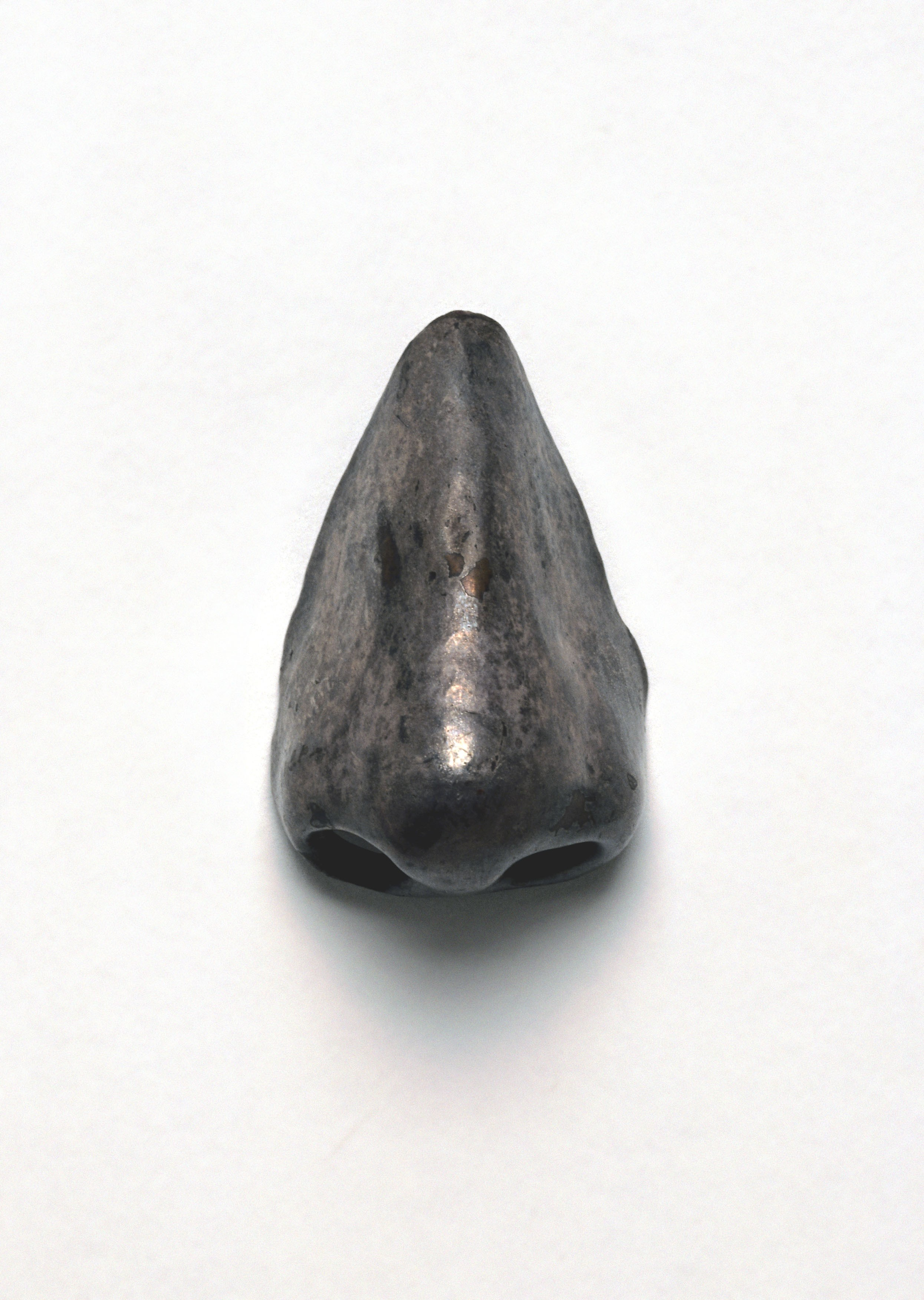
Um nariz artificial dos séculos XVII–XVIII. Tais próteses eram usadas devido aos efeitos da doença.

Sem cura eficaz, recorriam a sangrias, laxantes e banhos de vinho, ervas ou azeite.
Mercúrio foi tratamento comum. Ibn Sina recomendou mercúrio na lepra (1025); Paracelso o aplicou à sífilis. Sommariva, em 1496, talvez tenha sido o primeiro. Aplicava-se por pele, emplastro, ingestão ou fumigação em tabernáculos. Visava salivação; causava úlceras gengivais e perda dentária. Persistiu até o século XIX.

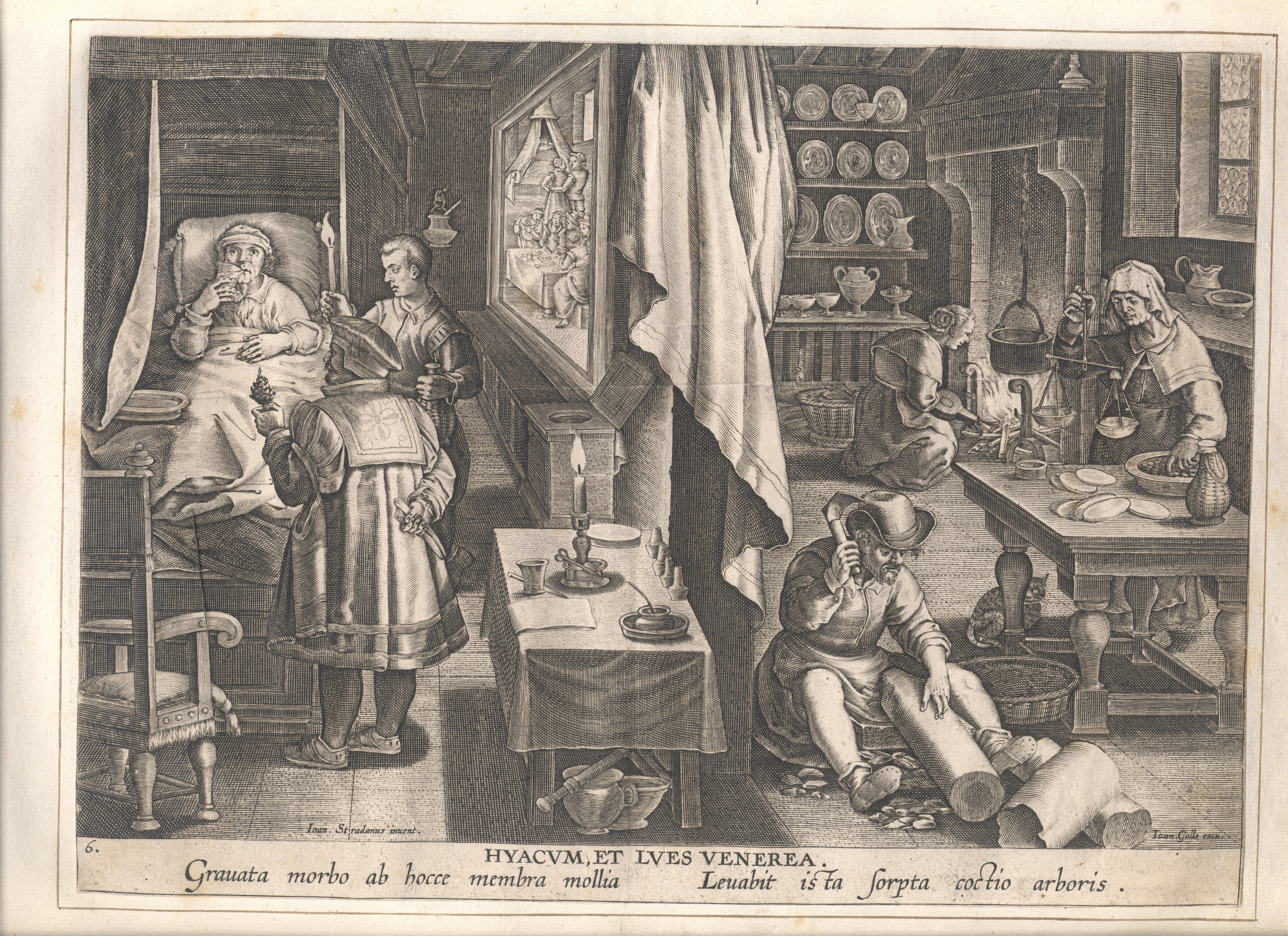
A descoberta do guaiaco como cura para a sífilis, após Stradanus, 1590

Guaiacum foi popular no século XVI, defendido por Ulrich von Hutten e outros. Considerava-se providência divina, pois vinha das Américas, suposta origem da doença. Em 1525, Francisco Delicado publicou guia de uso do guaiaco. Embora menos tóxico, era menos eficaz a longo prazo. Em Augsburg, o Blatterhaus usava guaiacum primeiro e mercúrio depois.
Antonio Musa Brassavola receitava raiz da China (Smilax, salsaparrilha). No século XVII, Nicholas Culpeper recomendava heartsease.

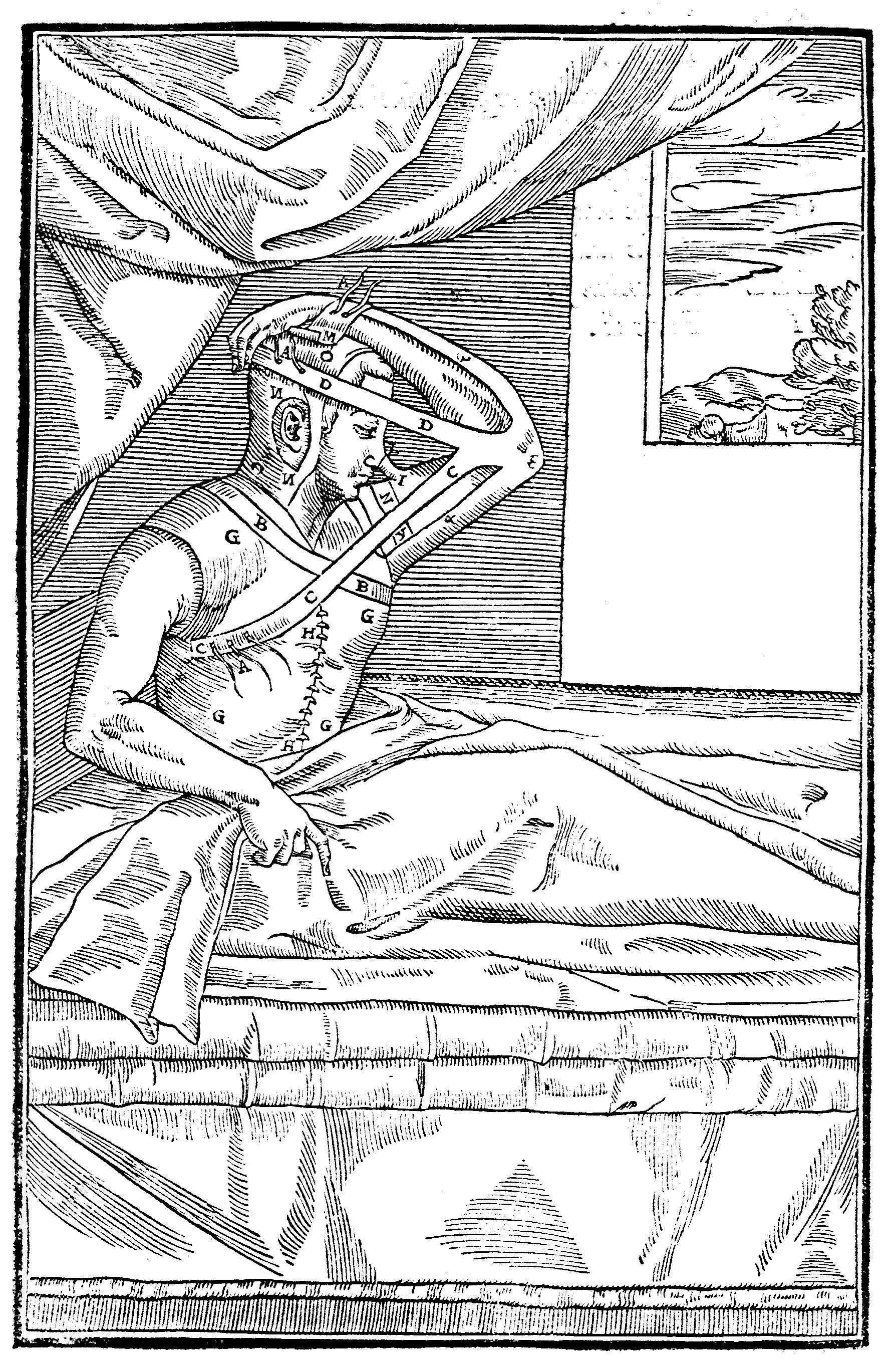
Uma técnica inicial de enxerto de tecido para correção cirúrgica de defeito nasal.

 Gasparo Tagliacozzi no século XVI desenvolveu enxerto de braço para reconstruir nariz.

## História do diagnóstico
Em 1905, Fritz Schaudinn e Erich Hoffmann descobriram Treponema pallidum em tecidos de pacientes. Em 1906, saiu o teste de Wassermann; em 1930, o teste de William Augustus Hinton reduziu falsos positivos. Em 1913, Hideyo Noguchi associou o espiroqueta à neurossífilis.

## Prevalência
Em escavação no St Thomas's Hospital, Londres, 13% dos esqueletos tinham lesões treponêmicas. Na Chester de 1770, a taxa era 8,06%; em Londres de 1770, ~20% tinham sífilis antes dos 35 anos; em 1911, caiu para 11,4%.
No Reino Unido de 1911–12, prevalência geral foi 7,771%; 11,373% em Londres; 11,781% entre trabalhadores não qualificados. A partir da Comissão de 1916, clínicas e campanhas reduziram drasticamente sífilis e tabes dorsalis; em 1956, sífilis congênita quase eliminada.
Nos EUA, em 1917, 6% dos recrutas da WWI tinham sífilis. De 1945–55, >2 milhões receberam penicilina; em 1998, só 6.993 casos, menor nº desde 1941. Em 2000–01, taxa de 2,1/100 000; em 2014, subiu a 6,3/100 000, majoritariamente em homens que fazem sexo com homens.

## Artes e literatura

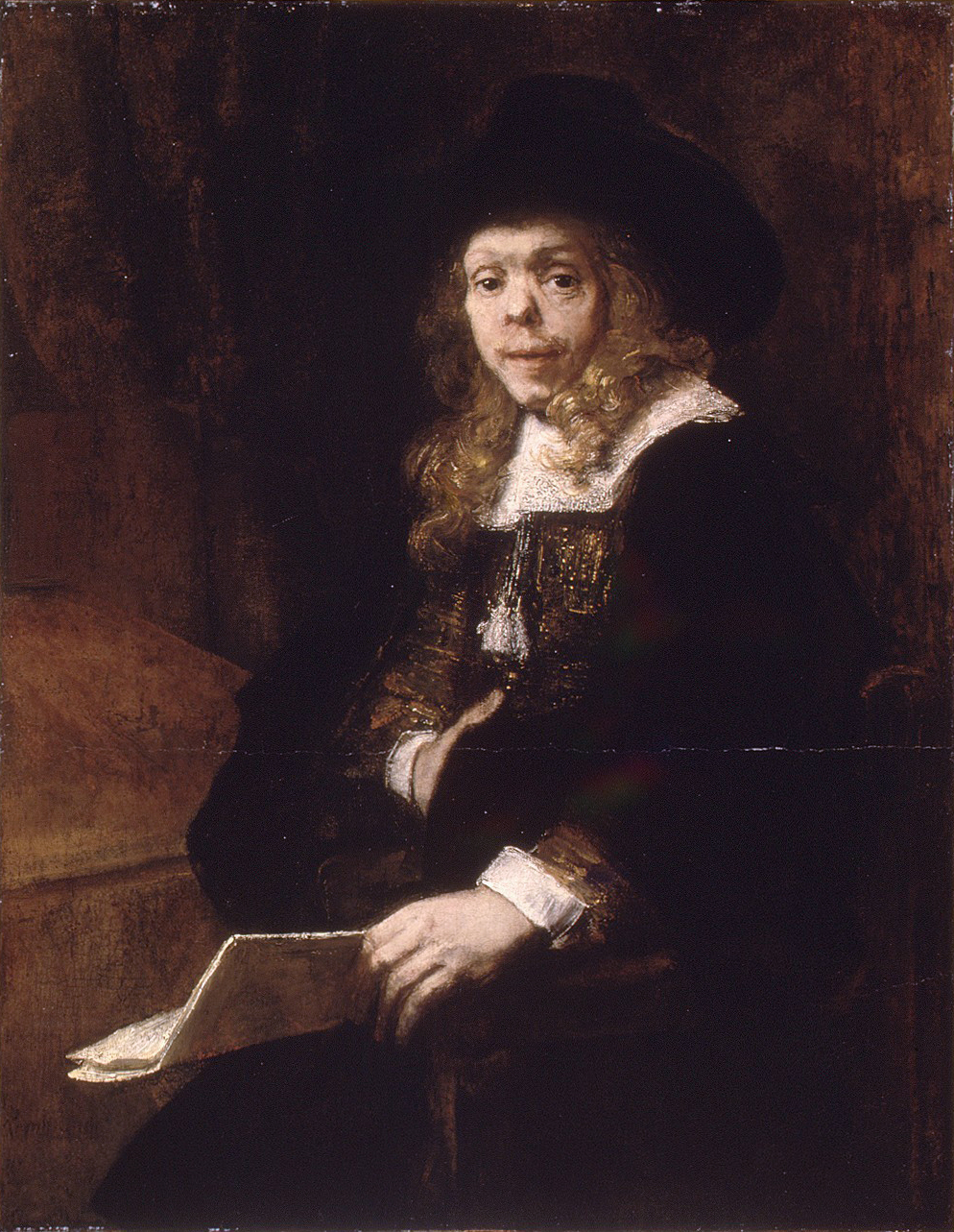
Retrato de Gerard de Lairesse por Rembrandt van Rijn, c. 1665–67, óleo sobre tela. De Lairesse, pintor e teórico, sofreu sífilis congênita que deformou seu rosto e o cegou.

A xilogravura ‘‘Homem sifilítico’’ (1496) de Dürer é talvez o primeiro retrato de sífilis. O mito da ‘’femme fatale’’ do século XIX tem raízes na devastação da sífilis, como em ‘’La Belle Dame sans Merci’’ de Keats. Em 1496, Sebastian Brant escreveu ‘’De pestilentiali Scorra sive mala de Franzos’’ sobre a propagação da doença e suas conotações religiosas e políticas.
Stradanus ilustrou o preparo de guaiacum para sífilis (c. 1580), destacando seu valor simbólico e social. Jacques Laniet desenhou fumigações de mercúrio com a inscrição “For a pleasure, a thousand pains”.

## Estudos de Tuskegee e Guatemala

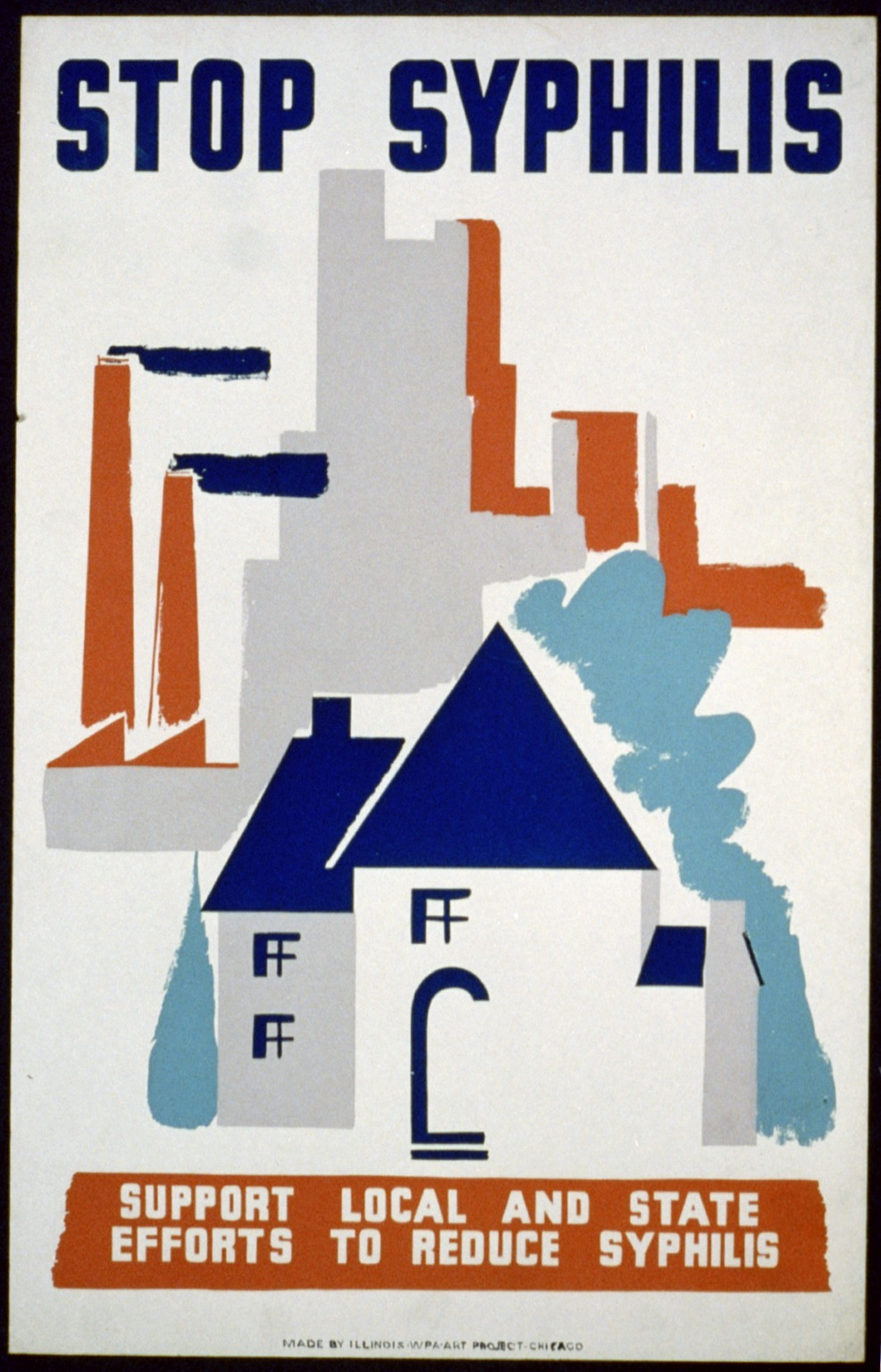
Cartaz do Work Projects Administration sobre sífilis, c. 1940.

O experimento de Tuskegee (1932–1972) acompanhou evolução da sífilis em homens negros sem tratá-los com penicilina após 1947. Em 1972, Peter Buxtun expôs o estudo, levando ao seu encerramento; em 1997, o presidente Bill Clinton pediu desculpas.
Em Guatemala (1946–1948), soldados, prisioneiros e doentes mentais foram infectados intencionalmente e tratados com antibióticos em estudo patrocinado pelos EUA; em 2010, os EUA pediram desculpas.

## Eliminação
Em 2015, Cuba foi o primeiro país validado pela OMS por eliminar a transmissão materno-infantil de sífilis.